# Julius Goltermann
Julius Goltermann   (Hamburg, 15 de juliol de 1825 - Stuttgart, 4 d'abril de 1876)va ser un violoncel·lista i professor de música alemany del segle xix.
Julius Goltermann va néixer a Hamburg, Alemanya el 15 de juliol de 1825. Va estudiar violoncel amb Friedrich August Kummer a Dresden abans de tenir una càtedra de violoncel al Conservatori de Praga de 1850 a 1862, allí va ensenyar al violoncel·lista David Popper. Entre 1862 i 1870 va ser membre de la junta de tribunals de Stuttgart. Es va retirar en 1870.
Va morir a Stuttgart, Alemanya, el 4 d'abril de 1876 als 50 anys.